# فرانسيسكو روخاس روخاس
فرانسيسكو أوليسيس روخاس روخاس (إسبانية: Francisco Rojas Rojas؛ مواليد 22 يوليو 1974 في تشيلي) هو لاعب كرة قدم تشيلي دولي سابق كان يلعب كظهير أيسر. سبق له أن لعب في كأس العالم لكرة القدم مع منتخب بلاده. لعب خلال مسيرته 366 مباراة سجل خلالها 21 هدفاً.

## مسيرته الكروية
لعب فرانسيسكو روخاس روخاس خلال مسيرته الاحترافية مع 5 أندية في تسعة عشر موسمًا وسجل خلالها 23 هدفًا ضمن 434 مباراة. حيث فاز في موسمين بالكأس وفي ثلاثة مواسم بالدوري.
خاض فرانسيسكو روخاس روخاس مسيرته مع نادي لاسيرينا ما بين عامي 1993 و1994 في المرة الأولى لمدة موسم واحد ثم في موسم 2007 ليلعب معه خمسة مواسم، مشاركًا طوالها في 150 مباراة سجل خلالها هدفين. ثم انتقل إلى نادي كولو-كولو في موسم 1994 في المرة الأولى واستمر معه طيلة ثلاثة مواسم ثم في موسم 1997 ليلعب معه أربعة مواسم، حيث شارك طوالها في 154 مباراة سجل خلالها 8 أهداف. لينتقل بعدها إلى نادي تينيريفي في موسم 1996–97 لمدة موسم واحد، مشاركًا في 6 مباريات ولم يسجل أي هدف. ثم انتقل إلى نادي شتورم غراتس في موسم 2001–02 ليلعب معه أربعة مواسم، مشاركًا في 103 مباراة سجل خلالها 13 هدفًا. هذا وانتقل لاحقًا إلى نادي يونيون إسبانيولا ما بين عامي 2006 و2007 لمدة موسم واحد، مشاركًا في 21 مباراة ولم يسجل أي هدف.

## الجوائز والإنجازات

### الإنجازات مع النادي أو المنتخب
| النادي أو المنتخب | البطولة                   | مرات الفوز | الأعوام أو المواسم |
| ----------------- | ------------------------- | ---------- | ------------------ |
| كولو-كولو         | الدوري التشيلي لكرة القدم | 3          | 1996، 1997، 1998   |

## روابط خارجية
- فرانسيسكو روخاس روخاس على موقع قاعدة بيانات كرة القدم.إي يو (الإنجليزية)
- فرانسيسكو روخاس روخاس على موقع ناشيونال فوتبول تيمز (الإنجليزية)
- فرانسيسكو روخاس روخاس على موقع Soccerway.com (الإنجليزية)
- فرانسيسكو روخاس روخاس على موقع عالم كرة القدم.نت (الإنجليزية)